# CD300LG
CD300LG (англ. CD300 molecule like family member g) – білок, який кодується однойменним геном, розташованим у людей на 17-й хромосомі. Довжина поліпептидного ланцюга білка становить 332 амінокислот, а молекулярна маса — 36 060.
| 10         |  | 20         |  | 30         |  | 40         |  | 50         |
| ---------- |  | ---------- |  | ---------- |  | ---------- |  | ---------- |
| MRLLVLLWGC |  | LLLPGYEALE |  | GPEEISGFEG |  | DTVSLQCTYR |  | EELRDHRKYW |
| CRKGGILFSR |  | CSGTIYAEEE |  | GQETMKGRVS |  | IRDSRQELSL |  | IVTLWNLTLQ |
| DAGEYWCGVE |  | KRGPDESLLI |  | SLFVFPGPCC |  | PPSPSPTFQP |  | LATTRLQPKA |
| KAQQTQPPGL |  | TSPGLYPAAT |  | TAKQGKTGAE |  | APPLPGTSQY |  | GHERTSQYTG |
| TSPHPATSPP |  | AGSSRPPMQL |  | DSTSAEDTSP |  | ALSSGSSKPR |  | VSIPMVRILA |
| PVLVLLSLLS |  | AAGLIAFCSH |  | LLLWRKEAQQ |  | ATETQRNEKF |  | CLSRLTAEEK |
| EAPSQAPEGD |  | VISMPPLHTS |  | EEELGFSKFV |  | SA         |  |            |

A: Аланін

C: Цистеїн

D: Аспарагінова кислота

E: Глутамінова кислота

F: Фенілаланін

G: Гліцин

H: Гістидин

I: Ізолейцин

K: Лізин

L: Лейцин

M: Метіонін

N: Аспарагін

P: Пролін

Q: Глутамін

R: Аргінін

S: Серин

T: Треонін

V: Валін

W: Триптофан

Кодований геном білок за функцією належить до рецепторів. 
Задіяний у таких біологічних процесах, як імунітет, альтернативний сплайсинг. 
Локалізований у клітинній мембрані, мембрані, ендосомах.